# علي بن ظاهر المطيري
علي بن ظاهر المطيري الأسدي الحِلّي المعروف أيضا بـابن نبعة (1824 - 1873) شاعر عراقي في القرن التاسع عشر الميلادي. ولد في الحلة ونشأ فيها يعمل مع والده في بيع الفاكهة ولمّا بلغ السادسة عشره، ارتحل إلى كربلاء وأقام فيها ينهل من العلم على كبار علمائها، فأتقن المنطق والبيان والمعاني. ثم قصد النجف واختلف إلى مجالس أدبائها ورجال الفضل فيها. وكان ينظم الشعر ويرويه. تنقّل بين بغداد وطهران واتّصل بحكّامها فأكرموا وفادته وأجزلوا له العطايا. قضى نحبه عَطَشًا على الطريق الواصل بين قلعة سكّر ومدينة الحيّ في عربستان، وعندما أراد السكّان إنقاذه، وجدوا جثّته مِزَقًا، قد افترسها السبع. له شعر لم يجمع في ديوان وقد ذكرته معظم الكتب التي ترجمت له منهم كتابا البابليات وشعراء الحلة أورد له العديد من القصائد.

## سيرته
ولد علي بن ظاهر المطيري الأسدي الشهير بابن نبعة ولد في مدينة الحلة سنة 1239 هـ/ 1823 م ونشأ فيها يعمل مع والده في بيع الفاكهة ولمّا بلغ السادسة عشره بدأ تعليمه المبكر فيها، ثم تلقى علوم العربية في مدينة كربلاء، ثم توجه إلى بلدة الهندية لتعليم ولده القرآن والعربية، توجه بعدها إلى مدينة النجف مستزيدًا من العلم، فتأثر بأجوائها الروحية والفكرية حتى تفتحت مواهبه فنظم الشعر.

ثم رحل إلى إيران، واتصل ببلاط السلطان ناصر الدين القاجاري الذي قربه إليه، عاد بعد ذلك إلى مدينة النجف إثر خلاف وتبادل للهجاء بينه وبين أحد الشعراء المنافسين، اتصل ببعض شيوخ القبائل ومدحهم، فمهدوا الطريق له إلى الوالي العثماني، فحظي بمنادمته وكانت بينهما مطارحات شعرية. ثم اتصل بأمير المحمرة من الدولة الكعبية ومدحه وظل يتردد عليه سنويًا، وأثناء عودته هو ورفيق له فاجأته المنية بسبب الإجهاد والعطش، فتوفي في الطريق الواصل بين قلعة سكّر ومدينة الحيّ في عربستان وعندما أراد السكّان إنقاذه، وجدوا جثّته مِزَقًا، قد افترسها السبع، وذلك في سنة 1290 هـ/ 1873 م.

## شعره
ذكره عبد العزيز سعود البابطين في معجمه وقال «شاعر وجداني غَزِل؛ فمعظم شعره يدور حول المرأة. يسبيه الجفن الناعس ويسحره فلج الأسنان. يراوح في غزلياته بين المصارحة والعفاف، كما كتب في المدح والإخوانيات والرثاء. يمتلك لغة ثرية دالة وموحية، وخيالاً فسيحًا مع الالتزام بالمعجم الشعري الموروث، يميل إلى التجديد، فقد نوع في الأوزان والتفاعيل بين قصير الجمل وطويلها. يتسم بعمق نفسه الشعري إلى جانب حضور ثقافي بادٍ. وهو في ذلك كله شاعر تقليدي يلتزم عمود الشعر إطارًا لبناء قصائده. قد يستغرق في الصنعة فينظم المدحة الطويلة من مقاطع يلتزم في مطلع كل بيت حرفًا من حروف الهجاء على ترتيبها من أول المقطع إلى آخره.»